# Emerald City
Az Emerald City 2017-ben bemutatott amerikai televíziós fantasysorozat, ami L. Frank Baum Oz, a nagy varázsló című regényén alapul. A sorozat alkotói Matthew Arnold és Josh Friedman, a történet pedig egy nővér kalandját mutatja be, akit egy tornádó egy másik világba repít át. A főszereplők közt megtalálható Adria Arjona, Oliver Jackson-Cohen, Ana Ularu, Mido Hamada és Gerran Howell.
A sorozatot az Amerikai Egyesült Államokban az NBC adta le 2017. január 6. és 2017. március 3. között, Magyarországon az AMC mutatta be 2017. október 15-én.

## Cselekmény
A húszéves Dorothy Gale nővérként dolgozik a kansas állambeli Lucasban. Egy nap azonban egy tornádó ragadja el őt, ami Óz világába, azon belül Smaragdvárosba repíti őt. Dorothy itt különböző lényekkel találkozik és küldetések sorát kell teljesítenie ahhoz, hogy találkozhasson Ózzal, a nagy varázslóval, aki visszajuttathatja őt a saját világába.

## Szereplők
| Szereplő                           | Színész               | Magyar hang        |
| ---------------------------------- | --------------------- | ------------------ |
| Dorothy Gale                       | Adria Arjona          | Bogdányi Titanilla |
| Roan / Lucas                       | Oliver Jackson-Cohen  | Horváth Illés      |
| West                               | Ana Ularu             | Solecki Janka      |
| Eamonn                             | Mido Hamada           | Varga Gábor        |
| Jack                               | Gerran Howell         |                    |
| Ozma / Tip                         | Jordan Loughran       |                    |
| Glinda                             | Joely Richardson      | Spilák Klára       |
| Frank Morgan / Óz, a nagy varázsló | Vincent D’Onofrio     | Törköly Levente    |
| Ojo                                | Ólafur Darri Ólafsson | Turi Bálint        |
| East                               | Florence Kasumba      | Erdős Borcsa       |
| Em Gale                            | Holly Hayes           | Menszátor Magdolna |
| Mrs. Clifford                      | Laura Brook           | Kassai Ilona       |
| Henry Gale                         | Pere Molina           | Bácskai János      |
| Dr. Sam Gold                       | Omri Rose             | Czető Roland       |

## Epizódok
| #   | Cím                                             | Rendező      | Író                                                                              | Premier                              | Nézettség   |
| --- | ----------------------------------------------- | ------------ | -------------------------------------------------------------------------------- | ------------------------------------ | ----------- |
| 1.  | A végtelen rém (The Beast Forever)              | Tarsem Singh | Történet: Matthew Arnold, Josh Friedman Tévéjáték: Josh Friedman, Matthew Arnold | 2017. január 6. 2017. október 15.    | 4,49 millió |
| 2.  | A siralom börtöne (Prison of the Abject)        | Tarsem Singh | Történet: Matthew Arnold, Josh Friedman Tévéjáték: Justin Doble, David Schulner  | 2017. január 6. 2017. október 22.    | 4,49 millió |
| 3.  | Úrnő, új úrnő (Mistress - New - Mistress)       | Tarsem Singh | Történet: Justin Doble, Nichole Beattie Tévéjáték: Justin Doble, David Schulner  | 2017. január 13. 2017. október 29.   | 3,22 millió |
| 4.  | Tudomány és mágia (Science and Magic)           | Tarsem Singh | Történet: Sheri Holman Tévéjáték: Shaun Cassidy                                  | 2017. január 20. 2017. november 5.   | 2,83 millió |
| 5.  | Mindenki hazudik (Everybody Lies)               | Tarsem Singh | Történet: Halley Gross Tévéjáték: Naomi Hisako Iizuka                            | 2017. január 27. 2017. november 12.  | 2,79 millió |
| 6.  | Gyönyörű gonoszság (Beautiful Wickedness)       | Tarsem Singh | Történet: Leah Fong Tévéjáték: Kelly Sue DeConnick                               | 2017. február 3. 2017. november 19.  | 2,42 millió |
| 7.  | Ők az elsők (They Came First)                   | Tarsem Singh | Tracy Bellomo                                                                    | 2017. február 10. 2017. november 26. | 2,34 millió |
| 8.  | Oroszlánok télen (Lions in Winter)              | Tarsem Singh | Shaun Cassidy                                                                    | 2017. február 17. 2017. december 3.  | 2,47 millió |
| 9.  | A gonosz amivé vált (The Villain That's Become) | Tarsem Singh | Tracy Bellomo                                                                    | 2017. február 24. 2017. december 10. | 2,36 millió |
| 10. | De a legjobb otthon (No Place Like Home)        | Tarsem Singh | Josh Carlebach, David Schulner                                                   | 2017. március 3. 2017. december 17.  | 2,87 millió |